# باغوسا سبرينغز (كولورادو)
باغوسا سبرينغز (بالإنجليزية: Pagosa Springs, Colorado)‏ هي بلدة تقع في مقاطعة أرتشوليتا، كولورادو بولاية كولورادو في الولايات المتحدة. تبلغ مساحتها 12.64 (كم²)، وترتفع عن سطح البحر 2172 م، بلغ عدد سكانها 1727 نسمة في عام 2010 حسب إحصاء مكتب تعداد الولايات المتحدة وتصل الكثافة السكانية فيها 137.3 نسمة/كم2.

## معرض صور

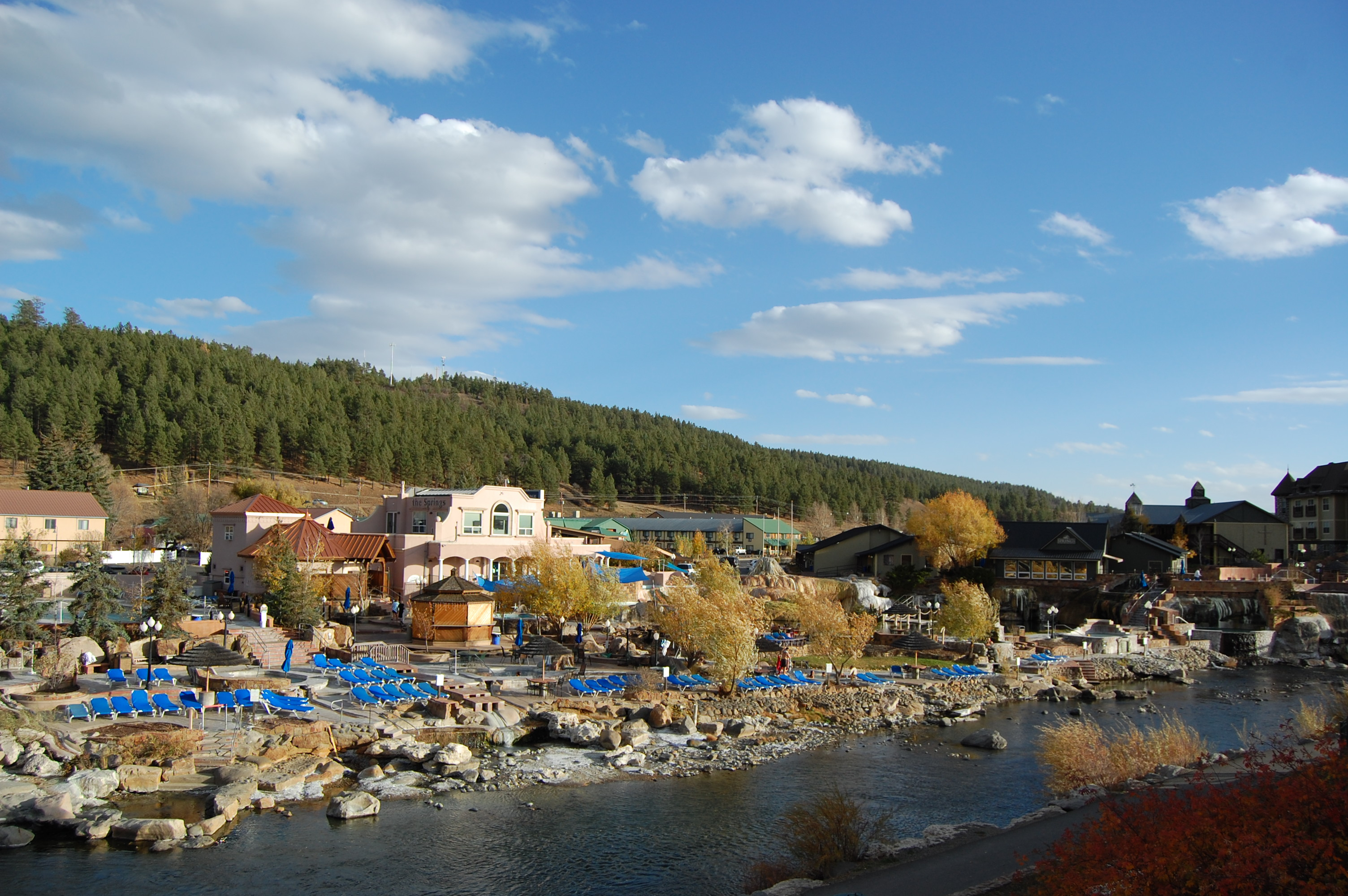
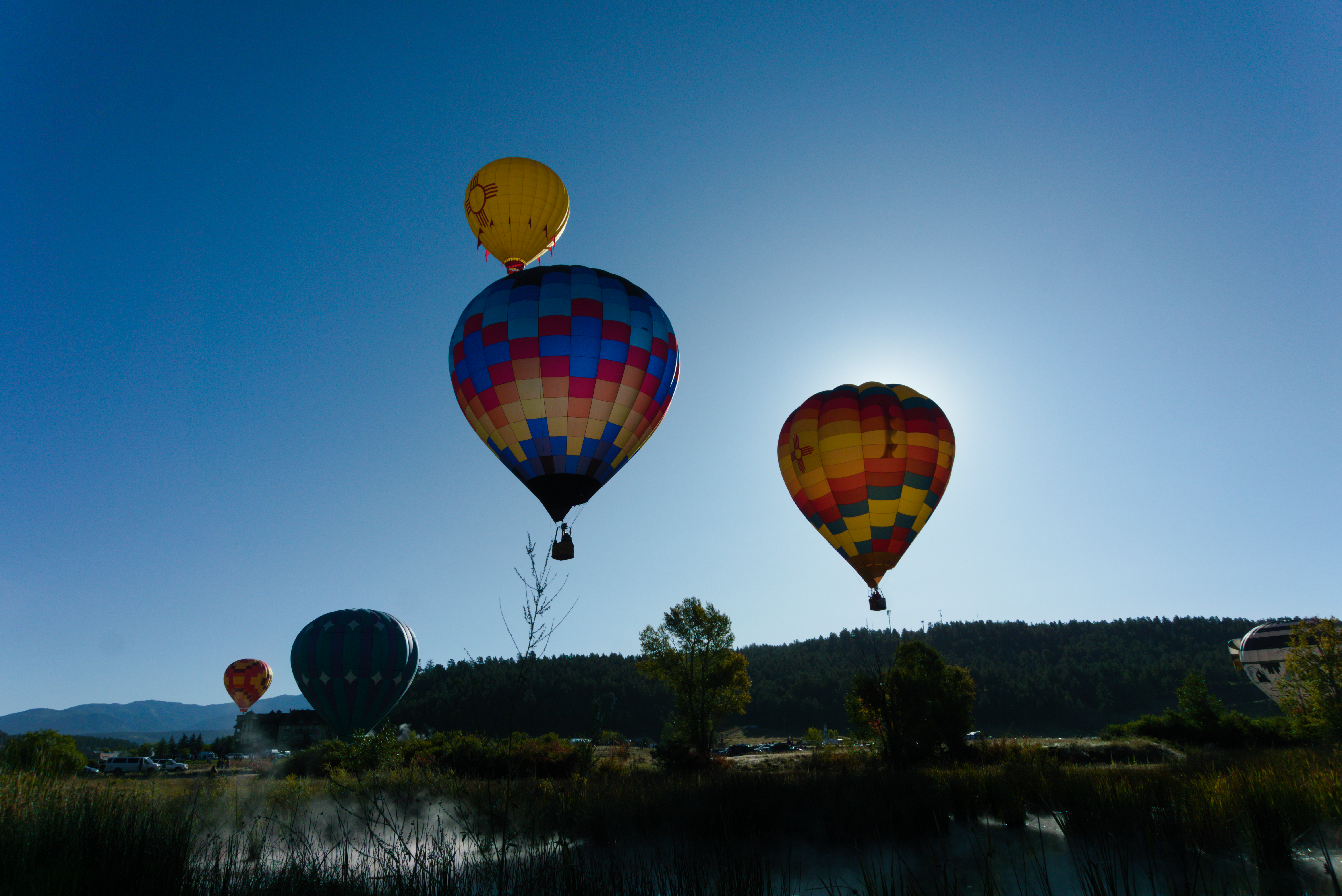
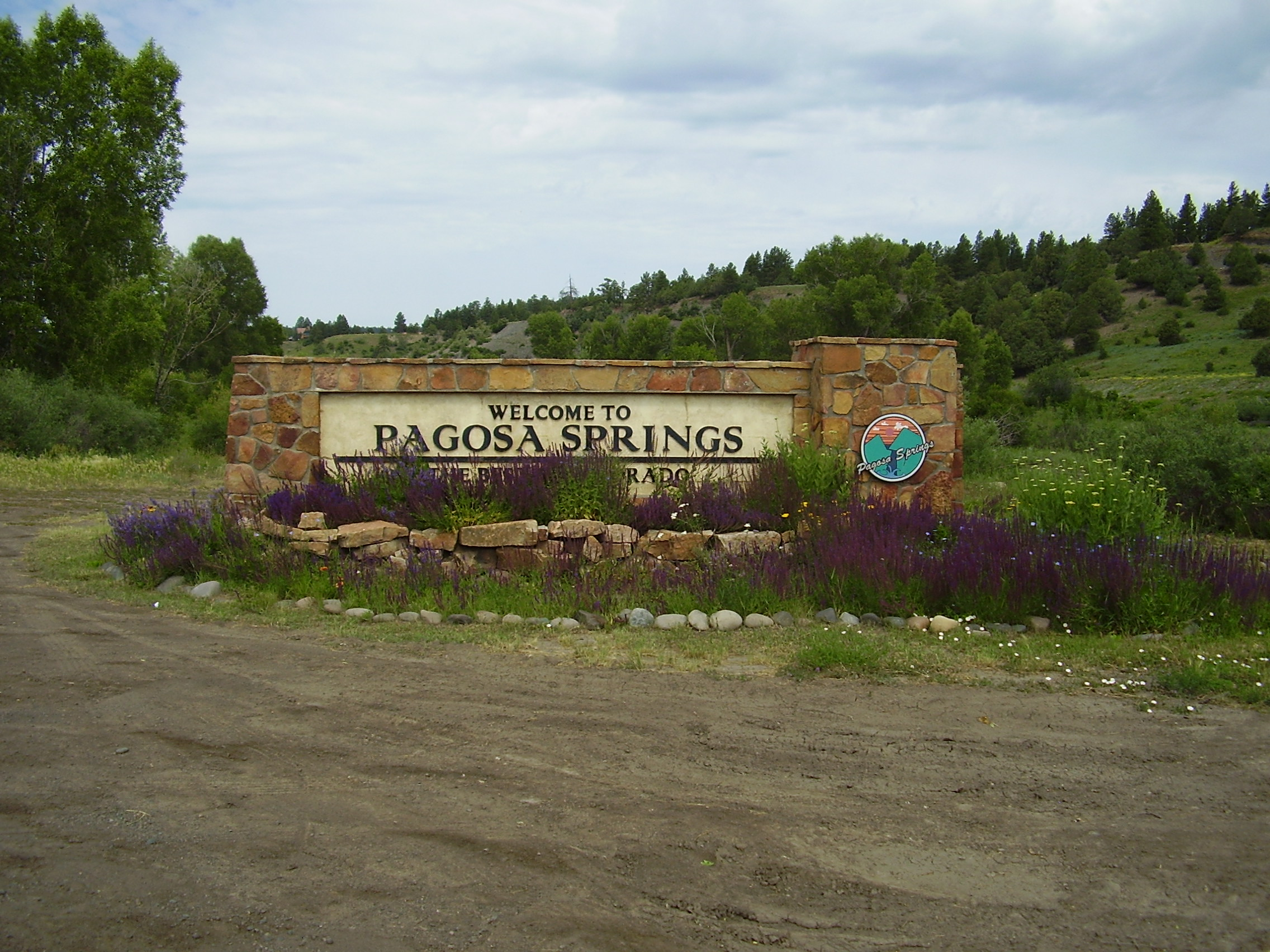
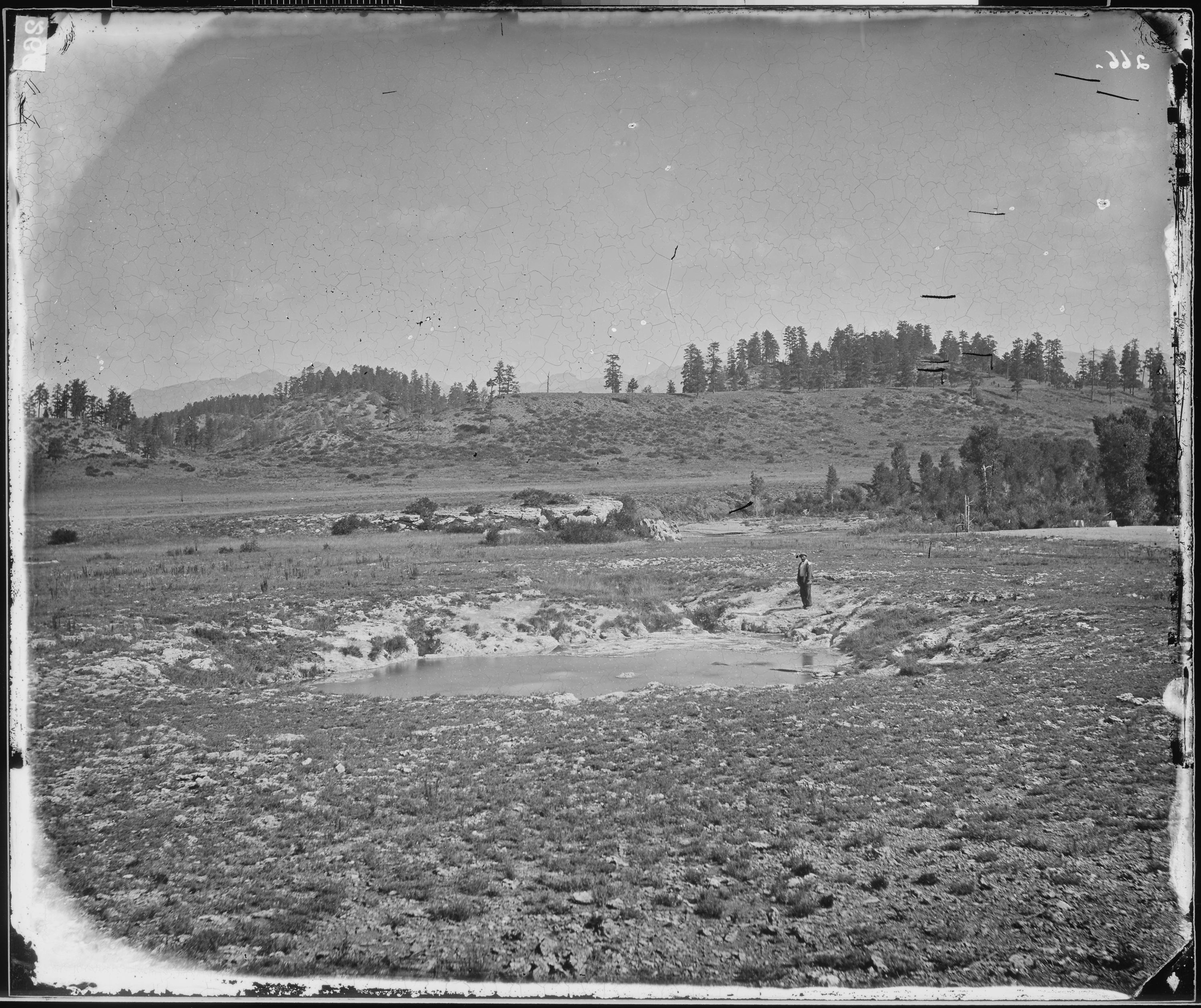
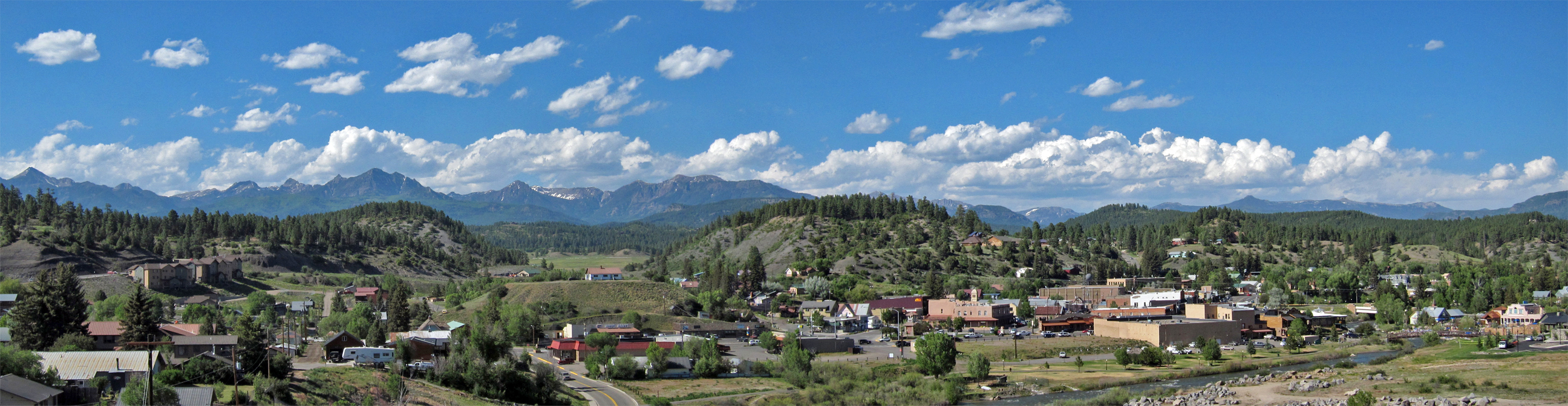

## أعلام
- مورغان سباركس
- هيو هارمان

## وصلات خارجية
- www.townofpagosasprings.com
- The US50 - Cities and Towns in Colorado State
- Colorado Cities and Towns, Facts, Map, Flag, Colleges, Government, and More